# Рей Джаявардхана
Рей Джаявардхана (англ. Ray Jayawardhana) — американський астроном шрі-ланкійського походження, провост Університету Джона Гопкінса та професор фізики та астрономії.
Раніше він був деканом Коледжу мистецтв і наук Корнельського університету та професором астрономії Корнельського університету, деканом факультету наук та професором фізики та астрономії в Йоркському університеті, професором астрономії та астрофізики в Університеті Торонто та професором-асистентом з астрономії в Університеті Мічигану.
Основні напрямки його досліджень включають формування та ранню еволюцію зірок, коричневих карликів і планет. Його дослідження зосереджені на характеристиці екзопланет за допомогою телескопів на Землі та в космосі. Автор кількох науково-популярних книг.

## Біографія
Джаявардхана народився і виріс у Шрі-Ланці. Він навчався в Коледжі Святого Іоанна в Нугегоді і Королівському коледжі Коломбо, а потім продовжив освіту в Сполучених Штатах. Він здобув ступінь бакалавра в Єльському університеті в 1994 році та ступінь доктора філософії в Гарварді в 2000 році.
Навчаючись в аспірантурі в Гарварді, він очолював одну з двох команд, які виявили пиловий диск навколо молодої зорі HR 4796 A з великим внутрішнім отвором, ймовірно, утвореним через процес планетоутворення. Його група зіграла ключову роль у встановленні того, що молоді коричневі карлики проходять фазу T Тельця, подібну до молодих сонцеподібних зір, довівши існування в них пилових дисків й ознак акреції та відтоку речовини. У вересні 2008 року він та його співробітники повідомили про перше пряме зображення та спектроскопію ймовірної позасонячної планети навколо нормальної зорі.
Протягом двох років він був науковим співробітником Міллера в Каліфорнійському університеті в Берклі, потім професором-асистентом в Університеті Мічигану. Далі працював старшим радником президента Університету Торонто з наукової роботи, заснувавши там Програму наукового лідерства для покращення комунікаційних та лідерських навичок науковців.
На початку 2014 року Джаявардхана був призначений деканом наукового факультету Йоркського університету. У червні 2018 року його призначили деканом Коледжу мистецтв і наук Корнельського університету.

## Відзнаки
- Меморіальна стипендія Стісі (англ. E. W. R. Steacie Memorial Fellowship)[14], яка присуджується Радою природничих та інженерних досліджень[en] Канади «для сприяння розвитку кар'єри видатних і багатообіцяючих викладачів університетів, які заробляють міцну міжнародну репутацію завдяки оригінальним дослідженням»[15] (2009)[16].
- Медаль Карла Сагана за видатну громадську популяризацію в планетології (2020)[17]
- Астероїд головного поясу 4668 Рейджай названий на його честь.